# Hodkovice nad Mohelkou
Hodkovice nad Mohelkou är en stad i Tjeckien.   Den ligger i regionen Liberec, i den norra delen av landet, 80 km nordost om huvudstaden Prag. Hodkovice nad Mohelkou ligger 378 meter över havet och antalet invånare är 2 659.
Terrängen runt Hodkovice nad Mohelkou är kuperad åt nordost, men åt sydväst är den platt. Terrängen runt Hodkovice nad Mohelkou sluttar söderut. Runt Hodkovice nad Mohelkou är det ganska tätbefolkat, med 75 invånare per kvadratkilometer. Närmaste större samhälle är Jablonec nad Nisou, 8,6 km nordost om Hodkovice nad Mohelkou. Omgivningarna runt Hodkovice nad Mohelkou är en mosaik av jordbruksmark och naturlig växtlighet.